# Красный Яр (Оренбургская область)
Красный Яр — село в Илекском районе Оренбургской области России. Административный центр и единственный населённый пункт Красноярского сельсовета.

## География
Расположено на левом берегу Урала в 19 км к востоку от села Илек, в 99 км от Оренбурга.

## Климат
Климат резко континентальный. Лето жаркое, знойное с недостаточным увлажнением с частыми и сильными суховеями. Зима холодная с морозами и частыми метелями. В этот период наблюдаются оттепели. Устойчивое залегание снежного покрова 130—140 дней с 25 ноября по 7 апреля. Средняя высота снежного покрова — около 20 см. Среднемесячная температура воздуха в июле составляет около +22 °C , в январе −14 °C. Разница между максимальной (+42 °C) и минимальной (-43 °C) температурой в году достигала 85 °C. Продолжительность безморозного периода 140 дней в году. Последние заморозки в первой-начале второй декады мая. Среднегодовая сумма осадков колеблется от 273 до 363 мм, за теплый период (апрель-октябрь) выпадает 177—215 мм, в том числе за май-июнь — 66-75 мм.

## История
Основан в 1828 году.
Покровская православная церковь построена в 1845 году
В записях 1866 г. Красный Яр Оренбургского уезда значится как станица казачьего Оренбургского войска.

## Население
| 2010 | 2012 | 2013 | 2014 | 2015 | 2016 | 2017 | 2018 | 2019 | 2020 | 2021 |
| ---- | ---- | ---- | ---- | ---- | ---- | ---- | ---- | ---- | ---- | ---- |
| 794  | ↘790 | ↗792 | ↘788 | ↘774 | ↘768 | ↘732 | ↘725 | ↘723 | ↗731 | ↘724 |

К 1866 г. проживали 653 мужчины и 691 женщина.

## Инфраструктура
Личное подсобное хозяйство. К 1866 г. насчитывалось 216 дворов.
Администрация поселения, почтамт.

## Транспорт
Вблизи южной окраины села проходит автодорога Оренбург — Уральск.